# بيتركوامي ايزاوا
بيتركوامي ايزاوا (باليابانية: 相澤 ピーターコアミ) (مواليد 20 يناير 2001) هو لاعب كرة قدم ياباني.

## وصلات خارجية
- بيتركوامي ايزاوا على موقع رابطة كرة القدم اليابانية للمحترفين (اليابانية)
- بيتركوامي ايزاوا على موقع Soccerway.com (الإنجليزية)
- بيتركوامي ايزاوا على موقع عالم كرة القدم.نت (الإنجليزية)